# Korunka (stomatologie)

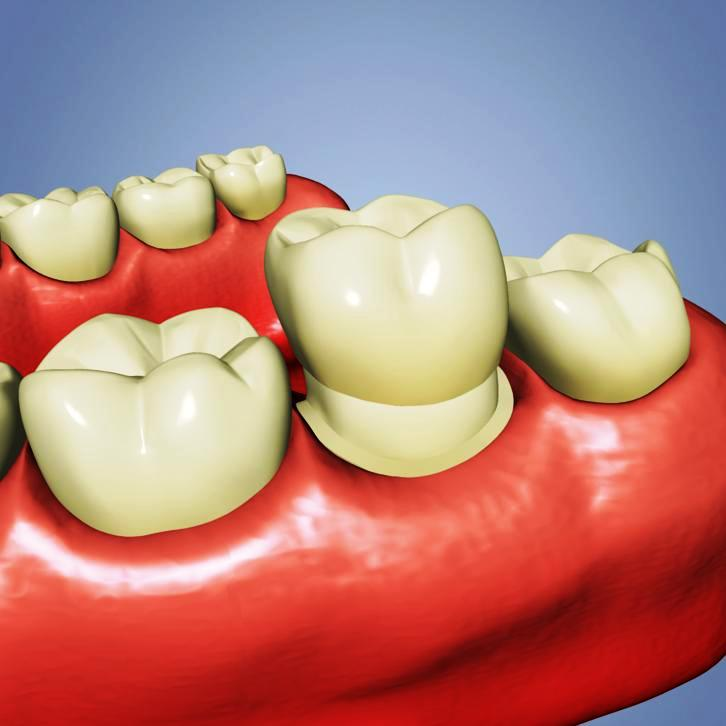
Zubní korunka

Zubní korunky představují umělou náhradu korunkové části zubu, která je nasazena na obroušený pahýl zubu. V podstatě se jedná o nejmenší zubní náhradu. Zubními korunkami lze nahradit poškozené zuby, kterým zůstal nepoškozený, vitální či endodonticky ošetřený kořen.

## Co je to zubní korunka
Na rozdíl od fazet se nenahrazuje pouze přední plocha zubu, ale zub jako celek. Kromě estetického hlediska jsou často řešením prasklých či odlomených korunek zubů, používají se k rekonstrukci zubu při velkých ztrátách tvrdých zubních tkání, v okamžiku, kdy již nelze následkem úrazu, rozsáhlého zubního kazu či ošetření kořenového kanálku zhotovit klasickou výplň. Korunkami se v současné době ošetřují převážně neživé (nevitální) zuby, u kterých došlo k výrazné ztrátě zubních tkání. Často korunky slouží také jako pilířová konstrukce fixních můstků. Přestože korunka potřebuje minimum zachované hmoty zubu, někdy je ztráta tvrdých zubních tkání tak velká, že je potřeba zub před nasazením korunky ošetřit tzv. kořenovou nástavbou. Ta může být zhotovena v laboratoři po předchozím otisku upraveného zbytku zubu, případně je modelována přímo v ústech z beze zbytku spalitelné pryskyřice a prefabrikovaného čepu a následně v laboratoři odlita, nebo se do kořene cementují hotové vyrobené čepy, které se do definitivního tvaru doplní kompozitní pryskyřicí nebo amalgámem.
Nejpoužívanějšími korunkovými náhradami jsou metalokeramické korunky, jejichž vnitřní část je zhotovena z kovu, aby byla zajištěna dobrá mechanická odolnost, vnější plášť je pak „napálen“ ve speciální peci z keramické hmoty, která výborně reprodukuje přirozený vzhled zubů. V předním úseku chrupu bývá u keramických korunek problém s kovovým lemem při okraji dásně, který může prosvítat a tím esteticky rušit. Z tohoto důvodu byly vyvinuty speciální postupy, při kterých se ke zhotovení vnitřní konstrukce nepoužívají kovy. Tyto korunky se pak nazývají celokeramické. Metalokeramické a celokeramické korunky jsou nejtrvanlivější a svými vlastnostmi se nejvíce blíží vlastním zubům.

## Postup zhotovení korunky
Zhotovení korunky obvykle probíhá ve dvou až třech návštěvách.
Při první návštěvě pro zhotovení korunky, začíná lékař změřením poměrů a úhlů v ústech pacienta takzvaným obličejovým obloukem. Posléze provede stomatolog v lokální anestézii zbroušení zubu do požadovaného tvaru, aby vznikl prostor pro korunku. Následně je v ústech pacienta proveden otisk čelisti do alginátové hmoty na kovové či umělohmotné perforované lžíci. Aby byl otisk dobře proveden, je nutné, aby se pacient řídil rady stomatologa, dýchal nosem a setrval, než otisk ztuhne. Ve většině případů se otisk pro zhotovení korunky odebírá dvakrát v čelisti, kde bude korunka, a jeden otisk čelisti v protiskusu. Korunku vyrábí zubní laborant v laboratoři na základě těchto otisků. Doba zhotovení je závislá na materiálu, ze kterého se korunka vyrábí a na časových možnostech stomatologa. V součinnosti s lékařem laborant zvolí barevné provedení korunky individuálně pro každého pacienta.
Zhotovení precizní finální korunky v laboratoři si žádá určitý čas. Za účelem překlenutí tohoto období lze zhotovit provizorní pryskyřičnou korunku. Většinou se však jedná řádově o několik dní a proto je toto řešení prakticky zbytečné.
Druhá návštěva není nutná vždy, avšak v některých případech je potřeba vyzkoušet kovovou konstrukci (čepičku) před nanesením keramické hmoty.
Při poslední návštěvě lékař korunku vyzkouší a případně upraví tak, aby pacientovi nepřekážela do skusu či jej jinak esteticky nerušila. Nakonec ji definitivně nacementuje na obroušený zub. Velice důležitým faktorem je těsnost naléhání pláště korunky na obroušený zub. Čím přesněji je korunka zhotovena, tím je delší její životnost.

Postup přípravy zubu na korunku a její nasazení
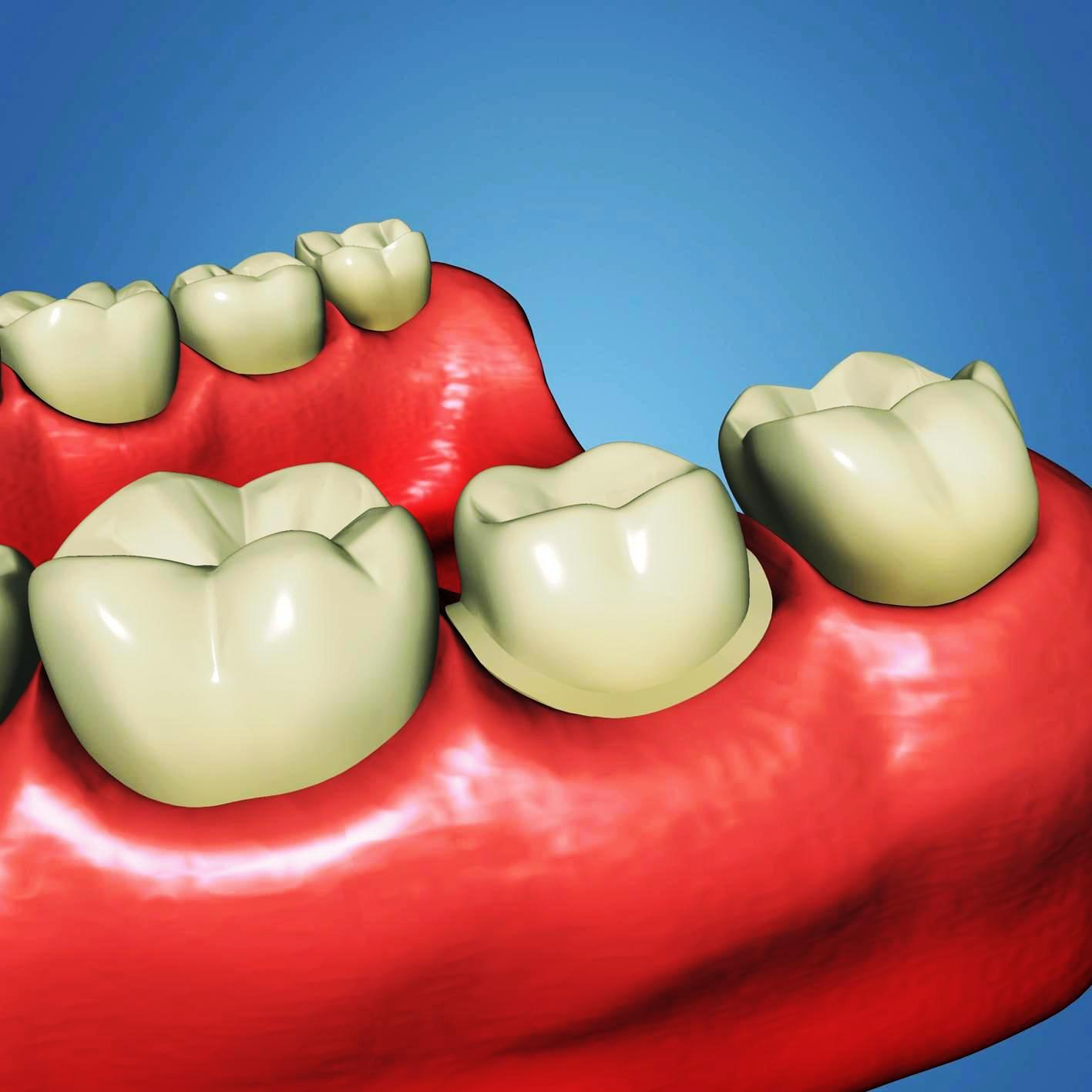
Zub zbroušený do požadovaného tvaru
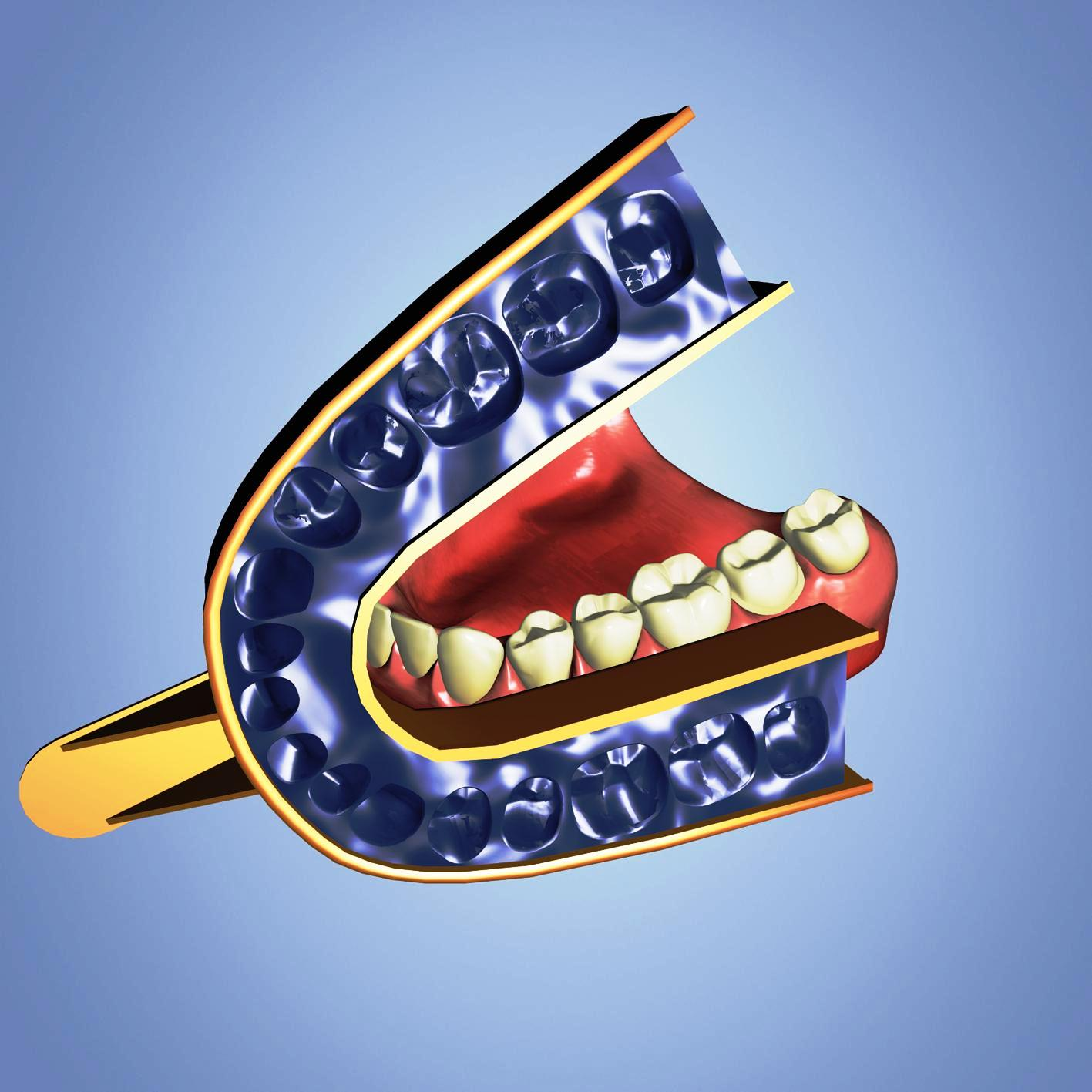
Provedení otisku zubu pacienta
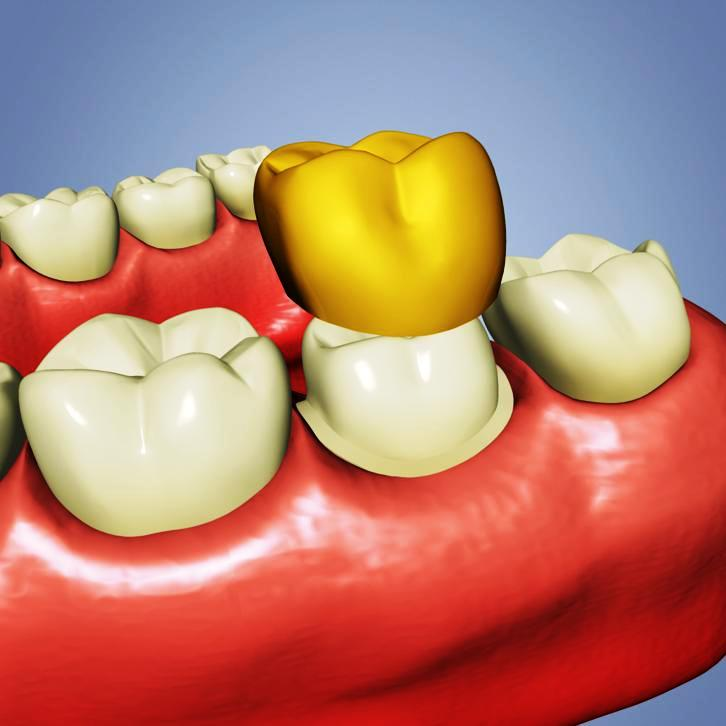
Nasazení provizorní pryskyřičné korunky
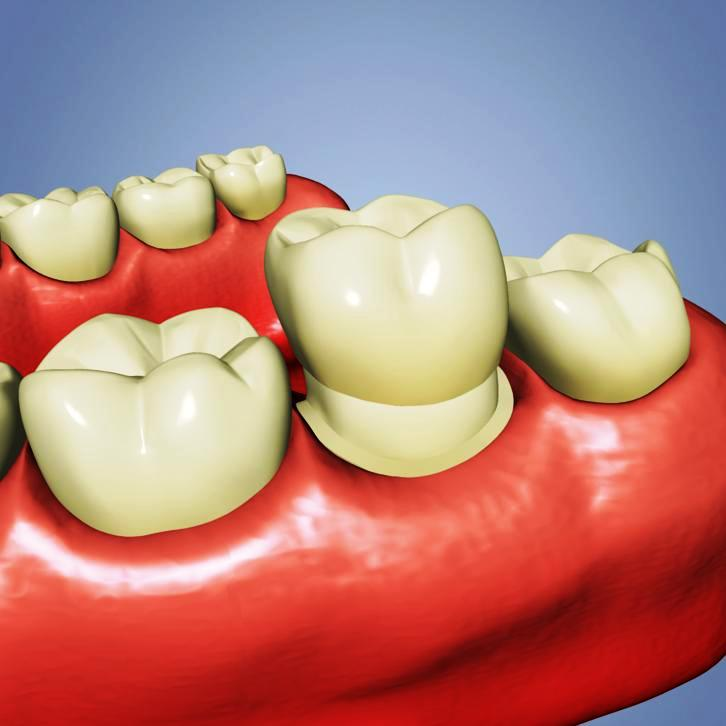
Nasazení finální zhotovené korunky

## Typy korunkových náhrad
Korunkové náhrady se liší především materiálem, ze kterého jsou v zubních laboratořích zhotovovány.

### Pryskyřičná korunka
Je vyrobena z pryskyřice v barvě stávajících zubů, mechanicky je málo odolná, vhodná jen jako provizorní přechodné řešení.

### Plášťová korunka litá
Zhotovuje se ze zlatých slitin nebo z neušlechtilých kovů. Má dobré mechanické vlastnosti, ale esteticky je nevyhovující.

### Korunka fasetovaná pryskyřicí nebo kompozitní pryskyřicí
Kovová konstrukce je z vnější strany pokryta pryskyřičnou fasetou v barvě zubu. Mechanické vlastnosti má dobré. Esteticky není tak kvalitní jako keramická korunka.

### Korunka fasetovaná keramikou (metalokeramická)
Skládá se z vnitřního kovového pláště, který je pokryt keramickou hmotou barevně odpovídající zubu. Mechanicky je také dostatečně odolná. Estetika je (při správném zhotovení) vynikající.

### Celokeramická korunka
Nemá vnitřní kovový plášť, má velmi přirozený vzhled, a proto je vhodná zejména pro viditelný úsek chrupu. Má velmi podobné fyzikální vlastnosti jako pravý zub (teplem se roztahují, chladem smršťují) a přirozeně propouští světlo. Keramika je také hypoalergenní a oproti korunkám s kovovým jádrem neoxiduje a nevypouští žádné látky. Současná technologie zaručuje keramice i dostatečnou pevnost.

## Péče o korunky a můstky
Čím lépe se bude pacient o korunky starat, tím déle mu budou dobře sloužit. Zuby nesoucí korunku jsou i nadále náchylné ke vzniku zubního kazu v oblasti krčku, kde je umístěn okraj korunky. Zároveň se v případě zanedbávání ústní hygieny může rozvinout zánět dásní.